# Nikon 1 V
Les Nikon 1 V sont une série d'appareils photographiques hybrides experts. Cette série se compose de trois modèles : le V1, le V2 et le V3.

## Nikon 1 V1
Le Nikon 1 V1 est un appareil photographique hybride expert commercialisé en octobre 2011.

## Nikon 1 V2
Le Nikon 1 V2 est un appareil photo hybride expert commercialisé en novembre 2012.

## Nikon 1 V3
Le Nikon 1 V3 est un appareil photo hybride expert présenté en mars 2014.